# Molibdato de zinc
El molibdato de zinc es un compuesto inorgánico, del grupo de las sales, que está constituido por aniones molibdato {\displaystyle {\ce {MoO4^{2-}}}} y cationes zinc {\displaystyle {\ce {Zn^{2+}}}}, cuya fórmula química es {\displaystyle {\ce {ZnMoO4}}}.

## Propiedades
El molibdato de cinc se presenta en forma de cristales incoloros o blancos que cristalizan en el sistema tetragonal. Su punto de fusión es de 700 °C y su densidad 4,28 g/cm³. Es poco soluble en agua (0,5 g en 100 g de agua).

## Preparación
El molibdato de zinc se puede obtener calentando una mezcla de óxido de zinc {\displaystyle {\ce {ZnO}}} y óxido de molibdeno (VI) {\displaystyle {\ce {MoO3}}} según la reacción:
{\displaystyle {\ce {ZnO + MoO3 -> ZnMoO4}}}

## Aplicaciones
Se emplea como inhibidor de la corrosión, pigmento anticorrosivo e ignífugo.